# Lophiomus setigerus
El rape de boca negra (Lophiomus setigerus) es una especie de rape que se encuentra en los océanos Índico y océano Pacífico occidental donde habita a profundidades que van desde los 30 a 800 metros (98 pies). Esta especie crece hasta una longitud de 40 centímetros (16 pulgadas) de TL.
El rape de boca negra fue reconocido por primera vez en 1797, por el botánico y zoólogo noruego Martin Vahl.

### Lectura recomendada
- Caruso, J.H. (1983) The systematics and distribution of the lophiid anglerfishes. II. Revisions of the genera Lophiomus and Lophius., Copeia 1983(1):11-30.
- Caruso, J.H. (1986) Lophiidae., p. 363-366. In M.M. Smith and P.C. Heemstra (eds.) Smiths' sea fishes. Springer-Verlag, Berlín.
- Kim, I.S., Y. Choi, C.L. Lee, Y.J. Lee, B.J. Kim and J.H. Kim0 Illustrated book of Korean fishes. Kyo-Hak Pub Co. Seoul. 615p. (in Korean). (Ref. 77001).
- Breder, C.M. and D.E. Rosen0 Modes of reproduction in fishes. T.F.H. Publications, Neptune City, New Jersey. 941 p. (Ref. 205).
- Jawad, L.A. and M.E. Al-Badri0 Lophiomus setigerus (Vahl, 1797), Nemipterus zysron (Bleeker, 1856), and Parascolopsis eriomma (Jordan & Richardson, 1909) (Osteichthyes: Lophiidae and Nemipteridae) in the marine waters of Iraq. Zoology in the Middle East 60(2):186-188. (Ref. 96003).